# Miscibilidade

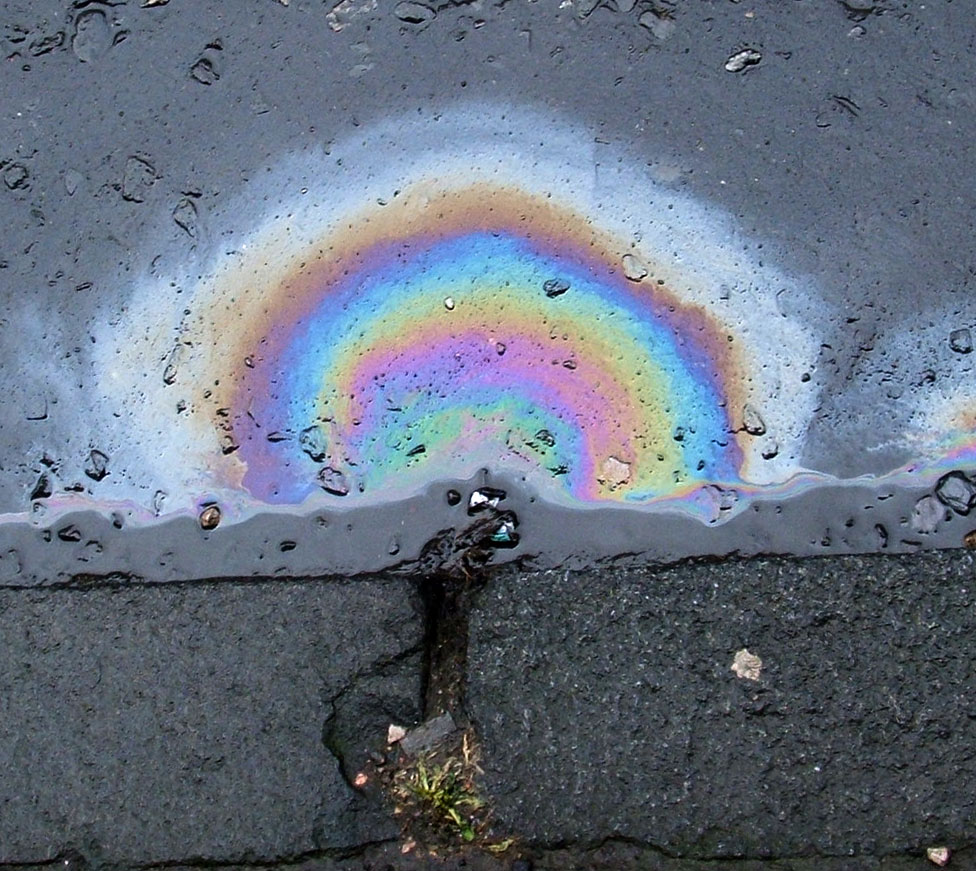
O diesel é imiscível com a água e a mistura dos dois causa um efeito de arco-íris.

Miscibilidade é a capacidade de uma mistura formar uma única fase (mistura homogênea) em certos intervalos de temperatura, pressão e composição .
Mistura é o conjunto de duas ou mais substâncias puras. Quando duas substâncias são insolúveis, elas formam fases quando misturadas; o exemplo mais conhecido disto é a mistura óleo-água. Por outro lado, a água e o álcool etílico são solúveis em quaisquer proporções (miscíveis), enquanto que algumas outras combinações de substâncias são parcialmente solúveis; por exemplo, se colocarmos sal de cozinha em água além de uma certa quantia (acima da solubilidade), o excesso de sal adicionado não irá se solubilizar, descendo até o fundo da vasilha em sua forma sólida cristalina. Embora este exemplo seja de uma solução, mas que não deixa de ser um tipo de mistura, nesse caso, heterogênea, pois o excesso de sal não se dissolveu em água.
A solubilidade é em parte uma função da entropia e, por isso, é visto mais usualmente em estados da matéria que são mais entrópicos. Gases solubilizam-se quase que imediatamente, enquanto que sólidos raramente são solúveis por completo. Duas exceções úteis a esta regra são as soluções sólidas de cobre com níquel (o cuproníquel, usado em moedas e, especialmente, em encanamentos) e as de silício com germânio (usada em Eletrônica). Substâncias com entropia configuracional extremamente baixas, especialmente polímeros, dificilmente dissolvem-se entre si, mesmo no estado líquido. Isso quer dizer que não se pode jamais confundir "Misturar" com "Dissolver". Água e óleo se misturam (mistura heterogênea), mas não se dissolvem.
A solubilidade não depende apenas da entropia, pois se fosse verdade então a maioria das substâncias seriam solúveis , mas isso não ocorre na realidade e a solubilidade depende de outros fatores(temperatura, pressão, interação intermolecular).
Nos compostos iónicos existem dois fatores antagónicos (a energia da rede cristalina e a energia de  hidratação. A energia da rede cristalina está relaciona com a disposição dos iões no estado sólido (eles formam um retículo cristalino no qual as atracções são de natureza eletroestática e regidas pela lei de Coulomb , isto é, diretamente proporcional ao produto das cargas dos iões e inversamente ao quadrado do raio iónico). A energia da rede cristalina "trabalha" contra a dissolução de um composto iónico, enquanto a  energia de hidratação "trabalha" para favorecer a solubilidade do mesmo em água e está relaciona com a força ion-dipolo.
A energia de rede entre duas partículas é dada por :
{\displaystyle E_{el}=K{\frac {Q_{1}Q_{2}}{d}}}
Sendo,
{\displaystyle K} a constante {\displaystyle 8,99X10^{2}Jm/C^{2}}
{\displaystyle Q_{1}} e {\displaystyle Q_{2}} são as cargas das partículas
{\displaystyle d} a distância entre os centros das partículas